# Ісперихово
Іспери́хово (болг. Исперихово) — село в Пазарджицькій області Болгарії. Входить до складу общини Брацигово.

## Населення
За даними перепису населення 2011 року у селі проживали 1946 осіб.
Національний склад населення села:
| Національність   | Кількість осіб | Відсоток |
| ---------------- | -------------- | -------- |
| болгари          | 923            | 58,3%    |
| турки            | 632            | 39,9%    |
| цигани           | 10             | 0,6%     |
| інша             | 0              | 0%       |
| не визначились   | 19             | 1,2%     |
| Всього відповіли | 1584           |          |

Розподіл населення за віком у 2011 році:
Динаміка населення: